# Związek Młodzieży Socjalistycznej (1902–1905)
Związek Młodzieży Socjalistycznej – socjalistyczna organizacja młodzieżowa w zaborze rosyjskim na ziemiach polskich, powstała w Warszawie 13 maja 1902, działająca na terenie szkół średnich i wyższych. Działalność zakończyła w 1905. Wydawała czasopismo „Ver Sacrum”.